# Бистра Величкова
Бистра Величкова е съвременна българска писателка и журналистка.

## Биография и творчество
Бистра Величкова е родена през 1986 г. в София. Дъщеря е на журналистката и поетеса Венцеслава Тодорова. Баща ѝ е доктор на техническите науки, инженер Петър В. Величков. Внучка е на Васил Величков – първият български пилот на реактивен самолет Як-23. Баба ѝ по майчина линия – д-р Бистра Тодорова, е известна и утвърдена в столицата педиатърка, работила над 40 години в IV градска болница в София. Дядо ѝ, инж. Тодор Тодоров, е бил строителен инженер, получил образованието си в Мюнхен, Германия.
Завършва с бакалавърска степен по журналистика в Софийския университет „Св. Климент Охридски“ (2009) и магистратура по европейски науки в Университета в Твенте, Холандия и Вестфалския-Вилхелмс Университет в Мюнстер, Германия (2011). Доктор е по журналистика от Софийския университет „Св. Климент Охридски“ (2019), с дисертация на тема: „Факт и фикция в мемоарния разказ след 1990 г.“.
Като журналист е работила и публикувала статии и рецензии в областта на изкуството и културата, както и обществените въпроси във вестник „Преса“, вестник „Дневник“, БТА, вестник „Култура“, вестник „Труд“, Е-vestnik, WebCafe, OFFNews, списание „Жената днес“, списание „Образование“, списание Banitza, Internal Voices (Белгия), Fiction Writers Review (САЩ) и др.
Нейни разкази и стихове са отпечатвани във вестник „Литературен вестник“, вестник „Стършел“, „Труд“, „Факел“, списание „Гранта“, списание „ЛИК“, списание Vagabond, списание „Море“, списание „Съвременник“, списание „Страница“, списание „НОпоезия“, списание „Кръстопът“, Dictum, LiterNet, Public Republic, Diaskop Comics, Stihi.ru (в превод на руски език), в американските списания Drunken Boat и Catamaran Literary Reader (в превод на английски език), антологията „След комунизма“ (2020 г.) (в превод на персийски език), съставена от Фарид Гадами и публикувана в Иран.
Произведенията ѝ са отличени с награди на литературните конкурси: за къс разказ „Париж без любов“ (2010) и награда „Рашко Сугарев“ (2012), за поезия – „Веселин Ханчев“ (2012 г.), „Димитър Бояджиев“ (2013 г.), „С море в сърцето“ (2016 г., 2020 г.), Tetradkata (2021 г.). През 2012 г. е стипендиант на Фондация „Елизабет Костова“ в Созополския семинар по творческо писане.
Дебютният ѝ сборник разкази „Малка, мръсна и тъжна“ (ИК „Рива“, 2014), печели I награда на Националния конкурс за дебютна литература „Южна пролет“ в Хасково (2015 г.). Книгата е сред номинираните за годишната литературна награда „Ваня Константинова“ – 2016. Книгата е включена в каталога Contemporary Bulgarian Writers (2015), представен на Панаира на книгата във Франкфурт, Германия. Втората ѝ книга и първа поетична, „Бог в очакване на дилъра“ („Ерго“, 2018 г.) е номинирана за Наградата за нова българска поезия „Николай Кънчев“ 2018. Третата ѝ книга с разкази „Ресто“ (Изд. „Ерго“, 2023 г.) печели III награда на Националния литературен конкурс за наградата „Йордан Радичков“ в Берковица.

## Награди
Носителка е на следните награди:
- „Париж без любов“ за къс разказ (2010 г.) – I награда[7]
- „Рашко Сугарев“ за къс разказ (2012 г.) – III награда
- „Веселин Ханчев“ за поезия (2012 г.) – Отличена[8]
- „Димитър Бояджиев“ за поезия (2013 г.) – II награда
- „Южна пролет“ – за дебютния сборник с разкази „Малка, мръсна и тъжна“ (2015 г.) – I награда[9]
- Литературен конкурс „С море в сърцето“, гр. Царево (2016 г.) – II награда за поезия[10][11], (2020 г.) – Номинирана за разказ[12][13]
- Награда за нова българска поезия „Николай Кънчев“ за стихосбирката „Бог в очакване на дилъра“ (2018 г.) – Номинирана[14]
- Рецитаторски конкурс - Шумен (2020 г.) – III награда, раздел "Непрофесионалисти"[15]
- Конкурс за поезия „Накрай света...“, на сайт Tetradkata.com (2021 г.) – III награда [16]
- Конкурс за най-добър художествен текст „Книгата е любов“, организиран от община Чавдар (2022 г.)[17]
- Национална литературна награда „Йордан Радичков“ за книгата с разкази „Ресто“ (2023 г.) – III награда [18]